# 利瑪竇宿舍
利瑪竇宿舍（英語：Ricci Hall），是香港大學十三間提供宿位的宿舍之一，是現存歷史最悠久的男生宿舍，得名自天主教傳教士利瑪竇。舍堂顏色是栗色和白色，宿舍地址為香港島薄扶林道93號。格言是 Quantum potes tantum aude （英文: As much as you are able, that you should dare to do；中文：汝為君子儒 無為小人儒（《論語》: 雍也編））。

## 歷史

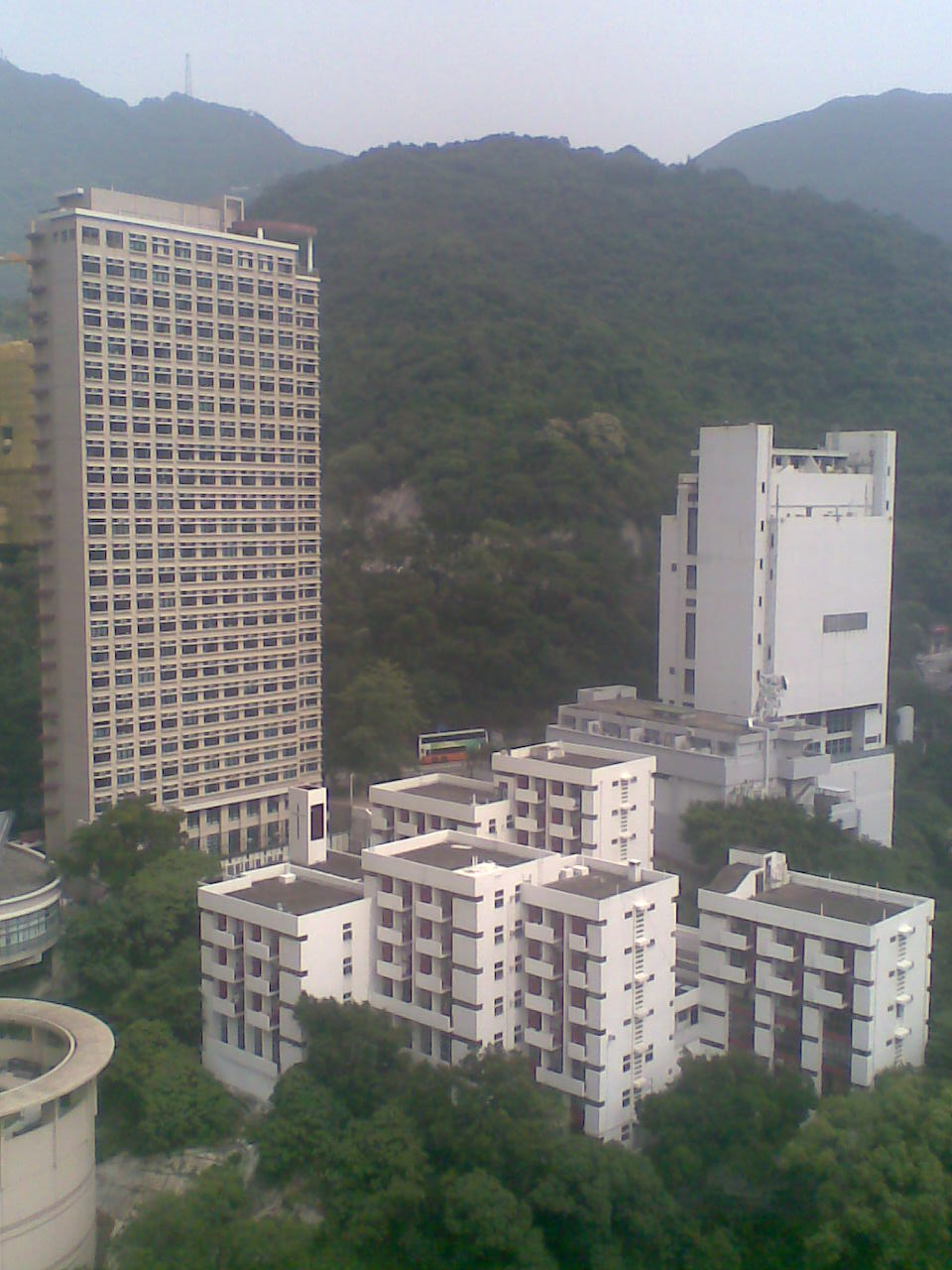
Ricci Hall (low-rise buildings)

1929年由耶穌會建立，舊翼在1966年翻新，而新翼在1967年12月8日正式開放，並於1990年夏天完全翻新。附設一座天主教上智之座小堂（隸屬於天主教香港教區聖安多尼堂），供外界信眾參與彌撒眾會。

## 特色
利瑪竇宿舍擁有獨特的建築結構特徵，五幢建築之間互相連繫，這種結構有助促進宿生之間的交流。16道走廊（corridor或dor）各有6至10間房間。全舍總共120間單人房，每間房均設露台。
利瑪竇宿舍擁有多元化設施，例如網球場、停車場、飯堂、圖書館、工作室、桌球室、音樂室、電視房、教堂、洗衣房、休憩室和健身室。而在每道走廊的pantry都附有雪櫃和煮食用具。

## 宿舍舍徽
利瑪竇宿舍舍徽源於耶穌會創始人聖依納爵·羅耀拉（St. Ignatius of Loyola）裝甲上的徽號。中間的盾紋斜分為二：右方的狼和大釜代表羅耀拉家庭，象徵慷慨和好客；
左側有五個栗色條紋貫穿白色背景。盾上有一向左騎士頭盔，代表勇氣、禮貌、榮譽和奉獻精神。飾帶上是拉丁文的利瑪竇宿舍格言。

## 香港大學學生會利瑪竇宿舍宿生會（RHSA,HKU）
香港大學學生會利瑪竇宿舍宿生會成立於1930年，包括利瑪竇宿舍的所有成員，其執行委員會每年經全體會員選舉而成。
首任主席為Mr. WONG, Tape Eric.

## 宿舍活動

### Ladies' Night
於9月舉行，是一個新宿生邀請同系女生共晉晚膳的社交聚會。飯後會舉行宿舍導賞，介紹利瑪竇宿舍予港大同學。

### 搶Gong
何東夫人紀念堂有一面銅鑼（Gong），以往會於吃飯時間鳴鑼，用以提醒堂友進膳。
1950年代時，有些利瑪竇宿舍宿生玩惡作劇，自何東夫人紀念堂偷取之。
自始搶Gong（又名Gong Fight）成為兩間舍堂的傳統﹣成群結隊的利瑪竇新生爭奪銅鑼時，何東夫人紀念堂宿生會扔以水袋頑抗。
這個一年一度的活動通常會在九月舉行。之後兩間宿舍會舉行社交聚會。

### 高桌晚宴
高桌晚宴（High Table Dinner）是英式書院的傳統。為宿舍定期的正式場合，被視為舍堂教育的重要一環，嘉賓會與一眾宿生分享其人生經驗。
為表尊重，宿生會穿上西裝。附屬會員亦會參加此盛宴。

### Social Gathering
利瑪竇宿舍一年一度的大型社交活動，由新生主辦。
每年的社交聚會都有不同的主題。透過這個聚會，宿生有機會遇到來自不同背景的人。而2018年Social Gathering 以"Fireflies"作為主題，吸引了不同背景的人參加這個聚會。

### 週年舞會
週年舞會是利瑪竇宿舍傳統最正規的社交聚會之一，始於六十年代。

### Champion Day
Champion Day是宿生分享自己為宿舍取得的成就的日子，當中包括體育、文化及其他服務，並會邀請嘉賓頒發獎項。

### 龍舟賽
每年端午節一眾宿生都會參與龍舟賽，此為宿舍的傳統活動之一，使宿生在期終考試後得以放鬆。
賽事完結後，宿生會跳進水中來個龍舟泳。

## 電影取景
1998年香港電影《玻璃之城》是以利瑪竇宿舍及香港大學唯一的女生宿舍何東夫人紀念堂為背景。

## 著名舊宿生
- 陳岡 - 九龍華仁書院前校長，現番禺會所華仁小學校長
- 張永霖 - 亞洲電視前執行主席
- 莊陳有 - 香港大學學生發展總監
- 方津生 - 著名骨科醫生
- 方心讓 - 著名骨科醫生
- 馮志強 - 特區政府規劃署前署長
- 何鴻燊 - 信德集團有限公司行政主席兼執行董事
- 何文匯 - 香港中文大學－東華三院社區書院創校校長
- 許冠傑 - 著名創作歌手及演員
- 林中麟 - 前香港市區重建局行政總監
- 林祖輝 - 著名藝人
- 李柱銘 - 香港民主黨創黨主席
- 林雲峰 - 建築師學會前會長
- 林子剛 - 建築師註冊管理局前主席
- 吳錦祥 - 著名醫生
- 陳瑋翔 - 著名醫生
- 伍步謙 - 永隆銀行常務董事兼行政總裁
- 蘇澤光 - 香港貿易發展局主席
- 蘇中平 - 九龍華仁書院前校長
- 孫明揚 - 前任教育局局長
- 施祖祥 - 香港貿易發展局前主席
- 唐叔賢 - 前香港城市大學副校長
- 謝孝衍 - 香港會計師公會前會長
- 黃澤恩 - 香港工程師學會前會長
- 黃霑 - 著名填詞人及作家
- 黃宏發 - 前立法局主席
- 鄔維庸 - 香港特別行政區全國人民代表大會前代表
- 余叔韶 - 香港知名大律師（已退休）
- 阮世生 - 著名導演
- 陳展程 - 9GAG 創辦人
- 陳展俊 - 9GAG 創辦人
- 梁天琦 - 本土民主前線發言人

## 上智之座小堂
上智之座小堂，全称天主教香港教區上智之座小堂（英語：Our Lady Seat of Wisdom Chapel），是利瑪竇宿舍旁的一所天主教小堂，由耶穌會管理。该堂成立于1929年，前身為利瑪竇宿舍小堂。

## 外部連結
- 利瑪竇宿舍官方網頁 （页面存档备份，存于）
- 利瑪竇宿舍Facebook Page （页面存档备份，存于）
- 利瑪竇宿舍（大公網） （页面存档备份，存于）
- 上智之座小堂網頁 （页面存档备份，存于）